# Cyperus pulicaris
Cyperus pulicaris är en halvgräsart som beskrevs av Georg Kükenthal. Cyperus pulicaris ingår i släktet papyrusar, och familjen halvgräs.
Artens utbredningsområde är Haiti. Inga underarter finns listade i Catalogue of Life.